# Vanessa samani
Espèce
Vanessa samani est une espèce de lépidoptères appartenant à la famille des Nymphalidae à la sous-famille des Nymphalinae et au genre Vanessa.

## Dénomination
Le nom de Vanessa samani lui a été donné par Hermann August Hagen en 1895.
Synonymes :Pyrameis samani Hagen, 1895.

## Description
Vanessa samani est un papillon de taille moyenne, plus petit que d'autres Vanessa, au dessus de couleur jaune dans la partie basale des antérieures et la totalité des postérieures. L'apex des antérieures est marron ou noir marqué de petites taches blanches.
Le revers est ocre terne rayé d'ocre clair avec une large bande jaune aux antérieures.

## Biologie

### Plantes hôtes
Non connus.

## Écologie et distribution
Vanessa samani est présente au Sulawesi, à Sumatra.

### Biotope
Elle réside uniquement dans les montagnes de Sumatra.

### Période de vol et hivernation
Non connus.

### Protection
Pas de statut de protection particulier.